# Osvaldo Rodolpho da Silva
Osvaldo Rodolpho da Silva, mais conhecido como Dino (Santos, 5 de abril de 1915 — São Paulo, 7 de julho de 1987) foi um futebolista brasileiro.

## Carreira
Chegou ao Sport Club Corinthians Paulista em 1940, vindo da Portuguesa Santista, e permaneceu no clube até 1944, quando se transferiu para o Vasco da Gama. Um dos 3 mosqueteiros (Dino, Jango, Brandão) da linha média campeã paulista de 1941, foi, para muitos que o viram jogar, o maior lateral-esquerdo da história do clube do Parque São Jorge. Dono de um futebol vistoso, ganhou o apelido de Pavão por jogar sempre de cabeça erguida e de forma elegante.
No ano de 1942 Dino atuou em quatro oportunidades na Seleção Brasileira de Futebol.
Em 1961, trabalhou como auxiliar do técnico João Lima, mas com a demissão do mesmo, assumiu interinamente o Corinthians em 2 ocasiões durante o Torneio Rio-São Paulo, até a chegada de um novo técnico.

## Títulos
Corinthians
- Campeonato Paulista: 1941